# Palanca (okres Ștefan Vodă)
Palanca je moldavská vesnice a obec v okrese Ștefan Vodă, leží na břehu řeky Dněstr v nejvýchodnějším cípu Moldavska při hranicích s Ukrajinou, počet obyvatel se pohybuje pod 2000.
Na území vesnice se nachází několik extrémů Moldavska, jednak to je nejvýchodnější místo státu a v místech, kde opouští Dněstr stát, se nachází nejnižší místo. Zároveň hraniční umístění u Ukrajiny představuje citlivé místo moldavsko-ukrajinských vztahů, kde se nepodařilo uspokojivě dokončit demarkaci hranice. Přes území prochází necelých osm kilometrů ukrajinské dálnice M15 spojující Oděsu s Reni. Po letech jednání je dálnice (asfalt) v majetku Ukrajiny, nicméně samotné území je stále moldavské – díky tomuto kompromisnímu řešení získalo Moldavsko prostor pro přístav v Giurgiulești, byť Ukrajina má zájem o celé území.